# التحالف الوطني الكردستاني
التحالف الوطني الكردستاني أو كتلة التحالف الكردستاني هو تحالف بين حزبين رئيسيين هما الاتحاد الوطني و الحزب الديمقراطي الكردستانيين.. شاركا ضمن قائمة واحدة في الانتخابات البرلمانية عام 2005 وحصدا نحو 52 مقعداً، وهو عدد كاف لتكوين تحالف رئيسي داخل مجلس النواب العراقي مع القوى الإسلامية السنية والشيعية، حيث ساهمت ضغوطات القائمة الكردستانية في الإطاحة بحكومة الجعفري لتهاونه في مسألة المادة 140 المتعلقة بكركوك والمناطق الأخرى التي يثار عليها جدال قديم حول أحقيتها بالعودة لضمن مناطق إقليم كردستان العراق المتشكل منذ عام 1991.

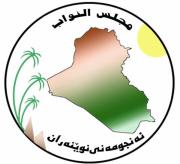
شعار البرلمان العراقي

## وصلات
- أكراد
- العراق
- موقع التحالف الكردستاني على الانترنيت